# Чемпионат мира по хоккею с мячом среди юношей не старше 15 лет
Чемпионат мира по хоккею с мячом среди юношей не старше 15 лет (также используется уточнение:  среди младших юношей) — регулярный международный турнир, проводимый Международной федерацией хоккея с мячом среди юношеских сборных команд (U-15).

## История
В турнире принимают участие хоккеисты не старше 15 лет (в турнирах до 2002 года — не старше 16 лет, с 2004 года — не старше 15 лет). С 1994 по 1996 год проводился ежегодно, с 1996 года — один раз в два года (по чётным годам), турнир в 2000 году не проводился.
В первом турнире 1994 года приняли участие пять национальных сборных команд: России, Швеции, Финляндии, Норвегии и Казахстана.
Соревнования проводятся в два этапа. В турнирах 1994—2004, 2008 и 2010 годов на первом групповом этапе проводились игры однокругового турнира, по итогам которого первые две команды встречаются в матче за первое место, а третья и четвёртая команды — в матче за третье место, в турнире 2010 года принимали участие три команды, обладатель бронзовых медалей определился по итогам однокругового турнира, прошедшего на первом этапе.
В турнире 2006 года на первом этапе проводился однокруговый турнир в двух группах, далее следовал плей-офф. В группе A проводили свои игры неизменные участники и победители чемпионатов мира среди младших юношей: сборные России, Швеции и Финляндии. В группе B проводили свои игры сборная Казахстана и дебютанты мирового первенства: сборные Эстонии и Польши. По результатам игр на первом этапе были сформированы полуфинальные пары (Швеция — Казахстан, Финляндия — Россия), в которых определились участники матчей за золотые и бронзовые медали чемпионата.
В турнирах с 2012 года по настоящее время за играми первого этапа, проходящими в одной группе в один круг, следуют игры плей-офф.
С турнира 2004 года сборная Норвегии не выступает на мировых первенствах.
В чемпионатах мира также принимали участие сборные Украины (2014) и США (2018).
Турнир 2020 года перенесён в связи с неблагоприятной санитарно-эпидемиологической обстановкой и риском распространения новой коронавирусной инфекции (COVID-19).
- I чемпионат мира — Фалун, Швеция, 17—20 февраля 1994 года.
- II чемпионат мира — Сандвикен, Швеция, 17—19 февраля 1995 года.
- III чемпионат мира — Лаппенранта, Финляндия, 9—11 февраля 1996 года.
- IV чемпионат мира — Уральск, Казахстан, 13—15 февраля 1998 года.
- V чемпионат мира — Сёдерхамн, Швеция, 1—3 февраля 2002 года.
- VI чемпионат мира — Нижний Новгород, Россия, 23—25 января 2004 года.
- VII чемпионат мира — Эдсбюн, Швеция, 27—29 января 2006 года[2].
- VIII чемпионат мира — Киров, Россия, 8—10 февраля 2008 года[3].
- IX чемпионат мира — Порвоо, Финляндия, 29—31 января 2010 года[4].
- X чемпионат мира — Архангельск, Россия, 10—12 февраля 2012 года[5].
- XI чемпионат мира — Роннебю, Швеция, 7—9 февраля 2014 года[6].
- XII чемпионат мира — Миккели, Финляндия, 29—31 января 2016 года[7].
- XIII чемпионат мира — Сёдерхамн, Швеция, 22—24 марта 2018 года[8].
- XIV чемпионат мира — Архангельск, Россия, 27—29 марта 2020 года. Перенесён[9].

## Победители и призёры
| Год  | 1 место   | 2 место   | 3 место   | Место проведения |
| ---- | --------- | --------- | --------- | ---------------- |
| 1994 | Швеция    | Финляндия | Россия    | Швеция           |
| 1995 | Россия    | Финляндия | Швеция    | Швеция           |
| 1996 | Финляндия | Швеция    | Россия    | Финляндия        |
| 1998 | Швеция    | Россия    | Казахстан | Казахстан        |
| 2002 | Россия    | Швеция    | Финляндия | Швеция           |
| 2004 | Финляндия | Россия    | Швеция    | Россия           |
| 2006 | Швеция    | Россия    | Финляндия | Швеция           |
| 2008 | Россия    | Швеция    | Финляндия | Россия           |
| 2010 | Швеция    | Россия    | Финляндия | Финляндия        |
| 2012 | Россия    | Швеция    | Финляндия | Россия           |
| 2014 | Россия    | Финляндия | Швеция    | Швеция           |
| 2016 | Россия    | Швеция    | Финляндия | Финляндия        |
| 2018 | Россия    | Швеция    | Финляндия | Швеция           |
| 2020 |           |           |           | Россия           |

## Общий медальный зачёт
| Страна    | 1 | 2 | 3 | Всего |
| --------- | - | - | - | ----- |
| Россия    | 7 | 4 | 2 | 13    |
| Швеция    | 4 | 6 | 3 | 13    |
| Финляндия | 2 | 3 | 7 | 12    |
| Казахстан | 0 | 0 | 1 | 1     |

### Комментарии
1. ↑  XIV чемпионат мира перенесён в связи с неблагоприятной санитарно-эпидемиологической обстановкой и риском распространения новой коронавирусной инфекции (COVID-19)